# 코치아

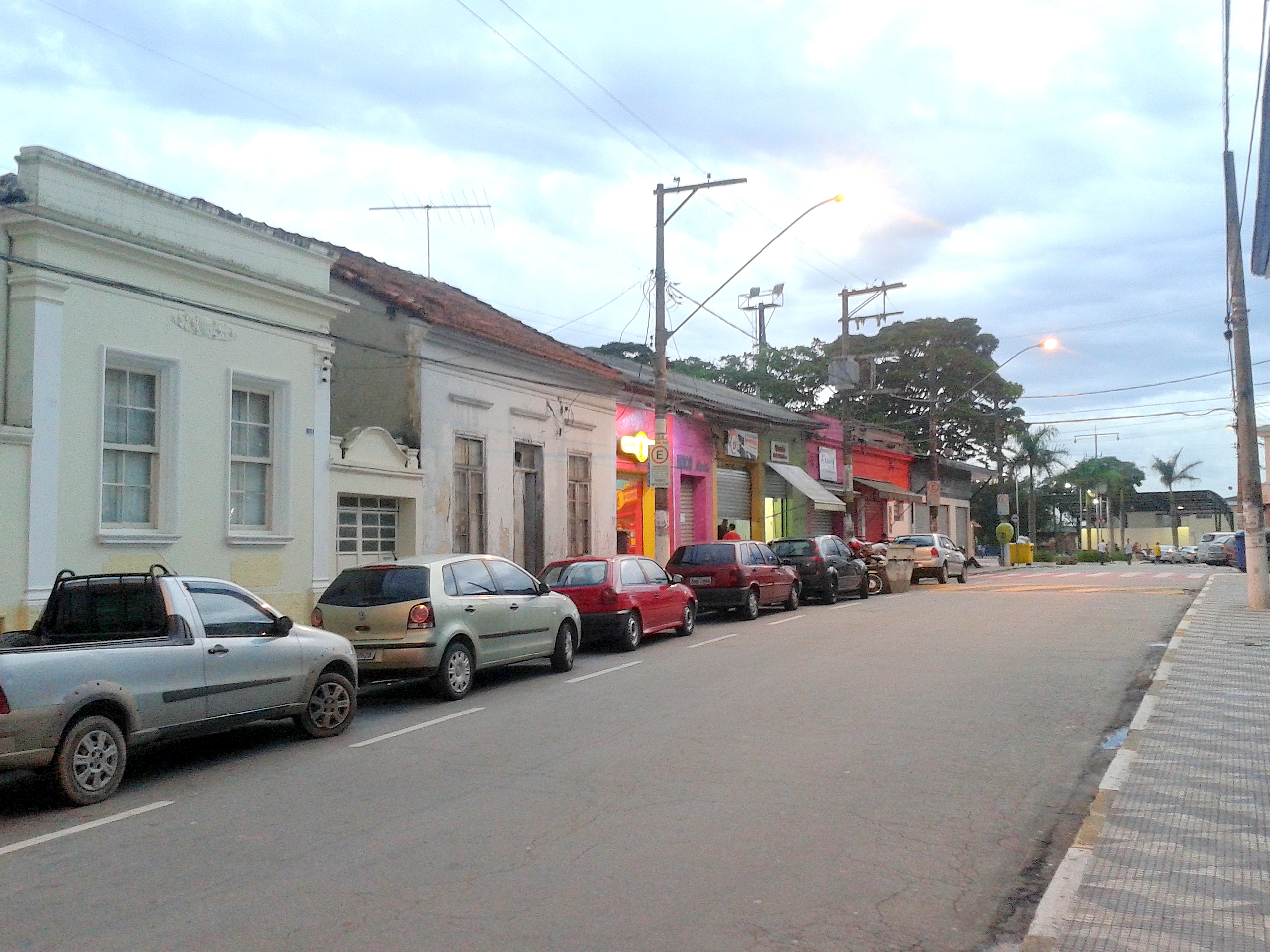

코치아(포르투갈어: Cotia)는 브라질 상파울루주의 도시이다.

## 인구 역사
| 연도 | 인구 수 |
| ---- | ------- |
| 2003 | 161,782 |
| 2004 | 170,206 |
| 2006 | 179,685 |
| 2015 | 229,548 |